# Древек, Болеслав
Болеслав Древек (англ. Bolesław Drewek; 26 ноября 1903, Сворнегацие, Поморское воеводство — 11 ноября 1972, Гданьск) — польский гребной рулевой, выступавший за сборную Польши по академической гребле во второй половине 1920-х годов. Бронзовый призёр летних Олимпийских игр в Амстердаме, победитель и призёр многих регат национального значения.

## Биография
Болеслав Древек родился 26 ноября 1903 года в деревне Сворнегаче недалеко от Коница.
Учился в средней общеобразовательной школе в Быдгоще, после чего устроился на работу в муниципальном сберегательном банке. Занимался академической греблей примерно с середины 1920-х годов, сначала был обычным гребцом, позже стал исполнять роль рулевого. Представлял Быдгощское гребное товарищество.
В 1927 году стал чемпионом Польши в зачёте безрульных четвёрок.
Наибольшего успеха в своей спортивной карьере добился в сезоне 1928 года, когда вошёл в основной состав польской национальной сборной и благодаря череде удачных выступлений удостоился права защищать честь страны на летних Олимпийских играх в Амстердаме. Будучи рулевым в составе четырёхместного экипажа, куда также вошли гребцы Францишек Брониковский, Эдмунд Янковский, Леон Биркхольц и Бернард Ормановский, финишировал в главном финале третьим позади команд из Италии и Швейцарии — тем самым завоевал бронзовую олимпийскую медаль.
Впоследствии оставался действующим спортсменом вплоть до 1937 года, хотя каких-то значимых результатов на международной арене больше не показывал.
В августе 1939 года с началом Второй мировой войны был мобилизован, но оставался в армии не долго и вскоре вернулся к банковской работе. Во время немецкой оккупации в сентябре 1944 года был принудительно сослан на работу в Карлсруэ, где оставался вплоть до ноября 1945 года. После войны работал в отделениях Национального банка Польши в Гданьске и Гдыне, занимал должности главного бухгалтера, заместителя директора и директора.
Умер 10 ноября 1972 года в городе Кудова-Здруй в возрасте 68 лет. Похоронен на Оливском кладбище в Гданьске.